# Давиденко Тетяна Іванівна
Давиденко Тетяна Іванівна (нар. 12 серпня 1945, м. Георгієвськ, Ставропольський край, РФ  — 9 червня 2004, м. Одеса) — радянська та українська вчена-хімік, професор (1990), доктор хімічних наук (1989)..

## Біографія
Давиденко Тетяна Іванівна закінчила у 1968 р. Одеський університет. Працювала в Одеській лабораторії Інституту загальної та неорганічної хімії АН УРСР. З 1977 р. працювала у Фізико-хімічному інституті НАНУ в Одесі: старший науковий співробітник, 1988—1991 рр. — завідувач лабораторії, з 1991 р. — завідувач відділу фізико-хімічних основ біотехнології. Водночас з 1991 р. — професор Одеського університету.

## Наукові дослідження
Напрямок — галузі органічної та біоорганічної хімії, ферментативного каталізу; розробка біотехнологічних методів синтезу біологічно активних сполук.

## Основні наукові праці
- Соединения включения фенолов и поли-N-винилкапролактама // Изв. АН. Сер. хим. 1996. № 9 (співавт.);
- Окисление азотосодержащих гетероциклов с использованием биокатализаторов // Там само. 1998. № 8; Совместная иммобилизация террилитина и торфота // ХФЖ. 1998. Т. 32, № 3 (співавт.);
- Супрамолекулярные структуры β-циклодекстрина с поверхностно-активными веществами // Высокомолекуляр. соединения. Сер. А. 2000. Т. 42, № 5;
- Иммобилизация ферментных препаратов // Вісн. Одес. ун-ту. Хімія. 2003. Т. 8, вип. 4.